# Metallica: Some Kind of Monster
«Metallica: Some Kind of Monster» — документальний фільм 2004 року про метал-групу Metallica. Назва фільму було взято за однойменною піснею з альбому St. Anger.
Те, що починалося як звичайний документальний фільм про створення альбому St. Anger, переросло в глибоке вивчення відносин між учасниками групи і їх творчого процесу. У фільмі демонструється безліч студійних репетицій і фрагментів концертних виступів.
Один з режисерів «Metallica: Some Kind of Monster» Джо Берлінгер 2004 року видав книгу «Metallica: This Monster Lives», в якій розповідається про знімання фільму. 